# Lokotunjailurus
Genre
Espèces de rang inférieur
- † L. emageritus Werdelin, 2003
- † L. fanonei Bonis et al., 2010

Lokotunjailurus est un genre fossile de félins à dents de sabre appartenant à la sous-famille des machairodontinés, qui vivait au Miocène supérieur et au début du Pliocène en Afrique, notamment au Kenya et au Tchad.

## Historique
L'espèce type, L. emageritus, a été décrite en 2003 par Lars Werdelin à partir de fossiles découverts sur le site de Lothagam, au Kenya. Il l'a décrite comme un grand félin avec une griffe extrêmement longue sur un doigt. Il a nommé le genre du mot turkana pour chat et l'espèce du mot pour griffe. Werdelin considérait que L. emageritus était similaire à Homotherium sur le plan de la denture et représentait un membre basal de la tribu des Homotherini.
Une seconde espèce, L. fanonei, a été décrite en 2010 à partir de fossiles trouvés dans la formation de Toros Menalla, dans le désert du Djourab, au Tchad. Les dépôts datent du Miocène supérieur (environ 7 millions d'années).

## Description
Lokotunjailurus était à peu près aussi grand qu'une lionne actuelle, environ 90 cm au garrot, mais sa corpulence était beaucoup plus légère en raison de ses jambes plus longues et de son corps plus gracile. Ses griffes des deuxième au quatrième doigt étaient plus petites que celles des léopards.

## Paléoécologie
Dans le désert du Djourab, dans le nord du Tchad, Lokotunjailurus fanonei semble avoir vécu aux côtés de machairodontes, Amphimachairodus kabir et les premiers représentants du genre Megantereon. En plus de ces autres félins, des animaux tels que des crocodiles, des chevaux primitifs à trois doigts, des poissons, des singes, des hippopotames, des oryctéropes, des tortues, des rongeurs, des girafes et des Hominina comme Sahelanthropus tchadensis, vivaient là, fournissant une nourriture suffisante à ces félins pour que trois espèces à dents de sabre puissent coexister. Le Djourab était autrefois la rive d'un grand lac, généralement boisé près de l'eau, avec des zones ressemblant à la savane à une certaine distance du lac.